# Зовнішні Карпати

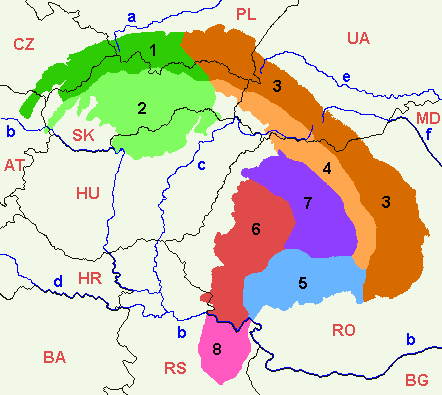
1. Зовнішні Західні Карпати
2. Внутрішні Західні Карпати
3. Зовнішні Східні Карпати
4. Внутрішні Східні Карпати
5. Південні Карпати
6. Західні Румунські Карпати
7. Трансильванське плато
8. Сербські Карпати

Зо́внішні (Флішові) Карпа́ти — один із двох великих сегментів покривно-складчастої дугоподібної споруди Карпат, який виділений за структурно-формаційними та історико-геологічними ознаками.  Другим загальновизнаним тектонічним сегментом гірської країни є Внутрішні (Центральні) Карпати. Зовнішні (Флішові) Карпати охоплюють не усю дугу Карпат, а тільки геоморфологічні провінції Західних та Східних Карпат. Вони складені крейдово-міоценовим флішем, який  був повністю зірваним з основи місця осадконакопичення, а також частково неогеновою моласою. Тектонічна структура Зовнішніх Карпат має внутрішню складчасто-лускувату будову. Луски групуються в окремі тектонічні покриви, які насунені один на одного та моласові відклади Передкарпатського крайового прогину у бік прилеглих до зовнішнього краю гірської дуги платформ.  
Зовнішні Карпати у теперішньому вигляді сформувались у пізньоальпійський час, тобто у міоцені. Проте тут представлені також крейдові та палеогенові покривно-складчасті деформації, які у внутрішніх частинах Флішового поясу розпочались дещо раніше. Поступово вони поширювались на його зовнішні елементи та неогенові моласи Внутрішньої зони крайового прогину.

## В Україні
У межах України Зовнішні (Флішові) Карпати простягаються з північного заходу на південний схід смугою завдовжки 260—280 км і завширшки 80—90 км. Вони охоплюють Скибову тектонічну зону, зону Кросно та покриви Внутрішньофлішової антиклінальної зони Полонинсько-Чорногірських Карпат. У рельєфі їм відповідають низько- та середньогірні хребти Зовнішньофілішевих, Вододільно-Верховинських та Полонинсько-Чорногірських Карпат. 